# Hipismo nos Jogos Pan-Americanos de 2011 - CCE por equipes
A competição do CCE por equipes foi um dos eventos do hipismo nos Jogos Pan-Americanos de 2011 em Guadalajara. Foi disputada no Club Hípica (etapa de adestramento e saltos) e Santa Sofía Golf Club (cross-country) entre 21 e 23 de outubro.

## Calendário
Horário local (UTC-6).
| Data          | Horário | Fase          |
| ------------- | ------- | ------------- |
| 21 de outubro | 9:00    | Adestramento  |
| 22 de outubro | 11:00   | Cross-country |
| 23 de outubro | 12:00   | Saltos Final  |

## Medalhistas
|  | USA Estados Unidos |  | CAN Canadá |  | BRA Brasil |
|  | Hannah Burnett (Harbour Pilot) Bruce Davidson, Jr (Foxwood High) Shannon Lilley (Ballingowan Pizazz) Jack Pollard (Schoensgreen Hanni) Lynn Symansky (Donner) |  | James Atkinson (Gustav) Hawley Bennett (Five O'Clock Somewhere) Jessica Phoenix (Pavarotti) Rebecca Howard (Roquefort) Selena O'Hanlon (Foxwood High) |  | Jesper Martendal (Laid Jimmy) Marcelo Tosi (Eleda All Black) Serguei Fofanoff (Barbara TW) Ruy Fonseca (Tom Bombadill Too) Marcio Jorge (Josephine MCJ) |

## Resultados

### Adestramento
| Pos. | País               | Resultados individuais   | Resultados individuais | Resultados individuais | Pen. equipe |
| Pos. | País               | Cavaleiro                | Cavalo                 | Pen.                   | Pen. equipe |
| ---- | ------------------ | ------------------------ | ---------------------- | ---------------------- | ----------- |
| 1    | USA Estados Unidos | Lynn Symansky            | Donner                 | 52.20 (#)              | 138.60      |
| 1    | USA Estados Unidos | Hannah Burnett           | Harbour Pilot          | 45.20                  | 138.60      |
| 1    | USA Estados Unidos | Jack Pollard             | Schoensgreen Hanni     | 44.50                  | 138.60      |
| 1    | USA Estados Unidos | Bruce Davidson, Jr       | Absolute Liberty       | 48.90                  | 138.60      |
| 1    | USA Estados Unidos | Shannon Lilley           | Ballingowan Pizazz     | 49.30 (#)              | 138.60      |
| 2    | CAN Canadá         | Selena O'Hanlon          | Foxwood High           | 52.20                  | 147.40      |
| 2    | CAN Canadá         | Rebecca Howard           | Roquefort              | 51.30                  | 147.40      |
| 2    | CAN Canadá         | Jessica Phoenix          | Pavarotti              | 43.90                  | 147.40      |
| 2    | CAN Canadá         | Hawley Bennett           | Five O'clock Somewhere | 53.20 (#)              | 147.40      |
| 2    | CAN Canadá         | James Atkinson           | Gustav                 | 53.70 (#)              | 147.40      |
| 3    | BRA Brasil         | Jesper Martendal         | Laid Jimmy             | 65.20 (#)              | 162.70      |
| 3    | BRA Brasil         | Marcelo Tosi             | Eleda All Black        | 59.50                  | 162.70      |
| 3    | BRA Brasil         | Marcio Jorge             | Josephine MCJ          | 52.80                  | 162.70      |
| 3    | BRA Brasil         | Ruy Fonseca              | Tom Bombadill Too      | 50.40                  | 162.70      |
| 3    | BRA Brasil         | Serguei Fofanoff         | Barabara TW            | 59.80 (#)              | 162.70      |
| 4    | CHI Chile          | José Ibañez              | Amil Fuego             | 56.50                  | 172.40      |
| 4    | CHI Chile          | Sergio Iturriaga         | Lago Rupanco           | 59.60                  | 172.40      |
| 4    | CHI Chile          | Carlos Lobos             | Ranco                  | 59.80 (#)              | 172.40      |
| 4    | CHI Chile          | Felipe Martínez          | Navideño               | 56.30                  | 172.40      |
| 4    | CHI Chile          | Ricardo Stangher         | Halesco                | 62.60 (#)              | 172.40      |
| 5    | ARG Argentina      | Martín Bedoya Guido      | Remonta Lanza          | 65.20 (#)              | 175.90      |
| 5    | ARG Argentina      | José Ortelli             | Jos Aladar             | 57.40                  | 175.90      |
| 5    | ARG Argentina      | Fernando Domínguez Silva | Almil Agresivo Z       | 53.50                  | 175.90      |
| 5    | ARG Argentina      | Federico Valdez Díez     | Remonta Lima           | 65.00                  | 175.90      |
| 5    | ARG Argentina      | Marcelo Rawson           | King's Elf             | 65.90 (#)              | 175.90      |
| 6    | ECU Equador        | Ronald Zabala            | Mr. Wiseguy            | 52.00                  | 177.40      |
| 6    | ECU Equador        | Gonzalo Meza             | Kosovo                 | 63.00                  | 177.40      |
| 6    | ECU Equador        | Carlos Narváez           | Que Loco               | 62.40                  | 177.40      |
| 7    | MEX México         | Erik Arambula            | Monterrey              | 60.90                  | 177.80      |
| 7    | MEX México         | Abraham Ojeda            | Obusero                | 58.90                  | 177.80      |
| 7    | MEX México         | Carlos Cornejo           | Prometeo Equus         | 58.00                  | 177.80      |
| 7    | MEX México         | Gregorio Martínez        | Noblesa                | 65.70 (#)              | 177.80      |
| 8    | GUA Guatemala      | Carlos Sueiras           | Ines                   | 77.80 (#)              | 179.50      |
| 8    | GUA Guatemala      | Rigoberto Aldana         | Durango                | 67.40 (#)              | 179.50      |
| 8    | GUA Guatemala      | Tiziana Billy            | Shandon                | 63.30                  | 179.50      |
| 8    | GUA Guatemala      | Rita Sanz-Agero          | Remonta Imperdible     | 58.20                  | 179.50      |
| 8    | GUA Guatemala      | Juan Pivaral             | VDL Tommy              | 58.00                  | 179.50      |
| 9    | VEN Venezuela      | Francisco Martínez       | Ser unico              | 66.70                  | 188.60      |
| 9    | VEN Venezuela      | Elena Ceballo            | Nounours du Moulin     | 56.90                  | 188.60      |
| 9    | VEN Venezuela      | Novis Borges             | Ritual                 | 65.00                  | 188.60      |
| 9    | VEN Venezuela      | Carlos Silva             | T Start                | 71.70 (#)              | 188.60      |
| 10   | COL Colômbia       | Juan Tafur               | Quinnto                | 68.20                  | 211.00      |
| 10   | COL Colômbia       | Mauricio Bermúdez        | Nankin                 | 73.50                  | 211.00      |
| 10   | COL Colômbia       | Wilson Zarabanda         | Victoriosa             | 69.30                  | 211.00      |
| 10   | COL Colômbia       | Alexander López          | Nilo                   | 74.30 (#)              | 211.00      |

### Cross-country
| Pos. | País               | Resultados individuais   | Resultados individuais | Resultados individuais | Resultados individuais | Total pen. equipe |
| Pos. | País               | Cavaleiro                | Cavalo                 | Pen. cross-country     | Pen. total             | Total pen. equipe |
| ---- | ------------------ | ------------------------ | ---------------------- | ---------------------- | ---------------------- | ----------------- |
| 1    | USA Estados Unidos | Lynn Symansky            | Donner                 | 0                      | 52.20 (#)              | 138.60            |
| 1    | USA Estados Unidos | Hannah Burnett           | Harbour Pilot          | 0                      | 45.20                  | 138.60            |
| 1    | USA Estados Unidos | Jack Pollard             | Schoensgreen Hanni     | 0                      | 44.50                  | 138.60            |
| 1    | USA Estados Unidos | Bruce Davidson, Jr       | Absolute Liberty       | 0                      | 48.90                  | 138.60            |
| 1    | USA Estados Unidos | Shannon Lilley           | Ballingowan Pizazz     | 0                      | 49.30                  | 138.60            |
| 2    | CAN Canadá         | Selena O'Hanlon          | Foxwood High           | 20                     | 72.20 (#)              | 160.50            |
| 2    | CAN Canadá         | Rebecca Howard           | Roquefort              | 3.60                   | 54.90                  | 160.50            |
| 2    | CAN Canadá         | Jessica Phoenix          | Pavarotti              | 0                      | 43.90                  | 160.50            |
| 2    | CAN Canadá         | Hawley Bennett           | Five O'clock Somewhere | 26.40                  | 79.60 (#)              | 160.50            |
| 2    | CAN Canadá         | James Atkinson           | Gustav                 | 8.00                   | 61.70                  | 160.50            |
| 3    | BRA Brasil         | Jesper Martendal         | Land Jimmy             | 0                      | 65.20                  | 189.80            |
| 3    | BRA Brasil         | Marcelo Tosi             | Eleda All Black        | 34.80                  | 94.30 (#)              | 189.80            |
| 3    | BRA Brasil         | Marcio Jorge             | Josephine MCJ          | 10.00                  | 62.80                  | 189.80            |
| 3    | BRA Brasil         | Ruy Fonseca              | Tom Bombadill Too      | EL                     | 1000.00 (#)            | 189.80            |
| 3    | BRA Brasil         | Serguei Fofanoff         | Barbara TW             | 2.00                   | 61.80                  | 189.80            |
| 4    | ARG Argentina      | Martín Bedoya Guido      | Remonta Lanza          | EL                     | 1000.00 (#)            | 217.50            |
| 4    | ARG Argentina      | José Ortelli             | Jos Aladar             | 4.80                   | 62.20                  | 217.50            |
| 4    | ARG Argentina      | Fernando Domínguez Silva | Almil Agresivo Z       | 126.00                 | 179.50 (#)             | 217.50            |
| 4    | ARG Argentina      | Federico Valdez Díez     | Remonta Lima           | 12.80                  | 77.80                  | 217.50            |
| 4    | ARG Argentina      | Marcelo Rawson           | King's Elf             | 11.60                  | 77.50                  | 217.50            |
| 5    | GUA Guatemala      | Carlos Sueiras           | Ines                   | 105.60                 | 183.40                 | 368.60            |
| 5    | GUA Guatemala      | Rigoberto Aldana         | Durango                | 3.60                   | 71.00                  | 368.60            |
| 5    | GUA Guatemala      | Tiziana Billy            | Shandon                | EL                     | 1000.00 (#)            | 368.60            |
| 5    | GUA Guatemala      | Rita Sanz-Agero          | Remonta Imperdible     | 56.00                  | 114.20                 | 368.60            |
| 5    | GUA Guatemala      | Juan Pivaral             | VDL Tommy              | EL                     | 1000.00 (#)            | 368.60            |
| 6    | ECU Equador        | Ronald Zabala            | Mr. Wiseguy            | 6.40                   | 58.40                  | 1141.60           |
| 6    | ECU Equador        | Gonzalo Meza             | Kosovo                 | EL                     | 1000.00                | 1141.60           |
| 6    | ECU Equador        | Carlos Narváez           | Que loco               | 0.80                   | 83.20                  | 1141.60           |
| 7    | CHI Chile          | José Ibañez              | Amil Fuego             | EL                     | 1000.00                | 1144.60           |
| 7    | CHI Chile          | Sergio Iturriaga         | Lago Rupanco           | 12.40                  | 72.00                  | 1144.60           |
| 7    | CHI Chile          | Carlos Lobos             | Ranco                  | 12.80                  | 72.60                  | 1144.60           |
| 7    | CHI Chile          | Felipe Martínez          | Navideño               | EL                     | 1000.00 (#)            | 1144.60           |
| 7    | CHI Chile          | Ricardo Stangher         | Halesco                | EL                     | 1000.00 (#)            | 1144.60           |
| 8    | MEX México         | Erik Arambula            | Monterrey              | 10.00                  | 70.90                  | 1159.70           |
| 8    | MEX México         | Abraham Ojeda            | Obusero                | EL                     | 1000.00                | 1159.70           |
| 8    | MEX México         | Carlos Cornejo           | Prometeo Equus         | 10.80                  | 88.80                  | 1159.70           |
| 8    | MEX México         | Gregorio Martínez        | Noblesa                | EL                     | 1000.00 (#)            | 1159.70           |
| 9    | VEN Venezuela      | Francisco Martínez       | Ser Unico              | EL                     | 1000.00                | 2056.90           |
| 9    | VEN Venezuela      | Elena Ceballo            | Nounours de Moulin     | 0                      | 56.90                  | 2056.90           |
| 9    | VEN Venezuela      | Novis Borges             | Ritual                 | EL                     | 1000.00                | 2056.90           |
| 9    | VEN Venezuela      | Carlos Silva             | T Start                | EL                     | 1000.00 (#)            | 2056.90           |
| 10   | COL Colômbia       | Juan Tafur               | Quinnto                | EL                     | 1000.00                | 2196.70           |
| 10   | COL Colômbia       | Mauricio Bermúdez        | Nankin                 | 123.10                 | 196.70                 | 2196.70           |
| 10   | COL Colômbia       | Wilson Zarabanda         | Victoriosa             | EL                     | 1000.00                | 2196.70           |
| 10   | COL Colômbia       | Alexander López          | Nilo                   | EL                     | 1000.00 (#)            | 2196.70           |

### Saltos
| Pos.              | País               | Resultados individuais   | Resultados individuais | Resultados individuais | Resultados individuais | Total pen. equipe |
| Pos.              | País               | Cavaleiro                | Cavalo                 | Pen. saltos            | Pen. total             | Total pen. equipe |
| ----------------- | ------------------ | ------------------------ | ---------------------- | ---------------------- | ---------------------- | ----------------- |
| Medalha de ouro   | USA Estados Unidos | Lynn Symansky            | Donner                 | 0                      | 52.20 (#)              | 138.60            |
| Medalha de ouro   | USA Estados Unidos | Hannah Burnett           | Harbour Pilot          | 0                      | 45.20                  | 138.60            |
| Medalha de ouro   | USA Estados Unidos | Jack Pollard             | Schoensgreen Hanni     | 0                      | 44.50                  | 138.60            |
| Medalha de ouro   | USA Estados Unidos | Bruce Davidson, Jr       | Absolute Liberty       | 0                      | 48.90                  | 138.60            |
| Medalha de ouro   | USA Estados Unidos | Shannon Lilley           | Ballingowan Pizazz     | 0                      | 49.30                  | 138.60            |
| Medalha de prata  | CAN Canadá         | Selena O'Hanlon          | Foxwood High           | 7                      | 79.20 (#)              | 172.50            |
| Medalha de prata  | CAN Canadá         | Rebecca Howard           | Roquefort              | 8                      | 62.90                  | 172.50            |
| Medalha de prata  | CAN Canadá         | Jessica Phoenix          | Pavarotti              | 0                      | 43.90                  | 172.50            |
| Medalha de prata  | CAN Canadá         | Hawley Bennett           | Five O'clock Somewhere | 0                      | 79.60 (#)              | 172.50            |
| Medalha de prata  | CAN Canadá         | James Atkinson           | Gustav                 | 4                      | 65.70                  | 172.50            |
| Medalha de bronze | BRA Brasil         | Jesper Martendal         | Land Jimmy             | 16                     | 81.20                  | 209.80            |
| Medalha de bronze | BRA Brasil         | Marcelo Tosi             | Eleda All Black        | 0                      | 94.30 (#)              | 209.80            |
| Medalha de bronze | BRA Brasil         | Marcio Jorge             | Josephine MCJ          | 4                      | 66.80                  | 209.80            |
| Medalha de bronze | BRA Brasil         | Ruy Fonseca              | Tom Bombadill Too      | EL                     | 1000.00 (#)            | 209.80            |
| Medalha de bronze | BRA Brasil         | Serguei Fofanoff         | Barbara TW             | 0                      | 61.80                  | 209.80            |
| 4                 | ARG Argentina      | Martín Bedoya Guido      | Remonta Lanza          | EL                     | 1000.00 (#)            | 229.50            |
| 4                 | ARG Argentina      | José Ortelli             | Jos Aladar             | 12                     | 74.20                  | 229.50            |
| 4                 | ARG Argentina      | Fernando Domínguez Silva | Almil Agresivo Z       | 4                      | 183.50 (#)             | 229.50            |
| 4                 | ARG Argentina      | Federico Valdez Díez     | Remonta Lima           | 0                      | 77.80                  | 229.50            |
| 4                 | ARG Argentina      | Marcelo Rawson           | King's Elf             | 0                      | 77.50                  | 229.50            |
| 5                 | GUA Guatemala      | Carlos Sueiras           | Ines                   | 0                      | 183.40                 | 372.60            |
| 5                 | GUA Guatemala      | Rigoberto Aldana         | Durango                | 0                      | 71.00                  | 372.60            |
| 5                 | GUA Guatemala      | Tiziana Billy            | Shandon                | EL                     | 1000.00 (#)            | 372.60            |
| 5                 | GUA Guatemala      | Rita Sanz-Agero          | REmonta Imperdible     | 4                      | 118.20                 | 372.60            |
| 5                 | GUA Guatemala      | Juan Pivaral             | VDL Tommy              | EL                     | 1000.00 (#)            | 372.60            |
| 6                 | CHI Chile          | José Ibañez              | Amil Fuego             | EL                     | 1000.00 (#)            | 1148.60           |
| 6                 | CHI Chile          | Sergio Iturriaga         | Lago Rupanco           | 4                      | 76.00                  | 1148.60           |
| 6                 | CHI Chile          | Carlos Lobos             | Ranco                  | 0                      | 72.60                  | 1148.60           |
| 6                 | CHI Chile          | Felipe Martínez          | Navideño               | EL                     | 1000.00                | 1148.60           |
| 6                 | CHI Chile          | Ricardo Stangher         | Halesco                | EL                     | 1000.00 (#)            | 1148.60           |
| 7                 | VEN Venezuela      | Francisco Martínez       | Ser Unico              | EL                     | 1000.00                | 2056.90           |
| 7                 | VEN Venezuela      | Elena Ceballo            | Nounours du Moulin     | 0                      | 56.90                  | 2056.90           |
| 7                 | VEN Venezuela      | Novis Borges             | Ritual                 | EL                     | 1000.00                | 2056.90           |
| 7                 | VEN Venezuela      | Carlos Silva             | T Start                | EL                     | 1000.00 (#)            | 2056.90           |
| 8                 | MEX México         | Erik Arambula            | Monterrey              | 9                      | 79.90                  | 2079.90           |
| 8                 | MEX México         | Abraham Ojeda            | Obusero                | EL                     | 1000.00                | 2079.90           |
| 8                 | MEX México         | Carlos Cornejo           | Prometeo Equus         | EL                     | 1000.00                | 2079.90           |
| 8                 | MEX México         | Gregorio Martínez        | Noblesa                | EL                     | 1000.00 (#)            | 2079.90           |
| 9                 | ECU Equador        | Ronald Zabala            | Mr Wiseguy             | EL                     | 1000.00                | 2091.20           |
| 9                 | ECU Equador        | Gonzalo Meza             | Kosovo                 | EL                     | 1000.00 (#)            | 2091.20           |
| 9                 | ECU Equador        | Carlos Narváez           | Que Loco               | 8                      | 91.20                  | 2091.20           |
| 10                | COL Colômbia       | Juan Tafur               | Quinnto                | EL                     | 1000.00                | 2208.70           |
| 10                | COL Colômbia       | Mauricio Bermúdez        | Nankin                 | 12                     | 208.70                 | 2208.70           |
| 10                | COL Colômbia       | Wilson Zarabanda         | Victoriosa             | EL                     | 1000.00                | 2208.70           |
| 10                | COL Colômbia       | Alexander López          | Nilo                   | EL                     | 1000.00 (#)            | 2208.70           |

Legenda
| Recorde mundial                  | Recorde mundial (World record)               |                       | Recorde africano                      | Recorde africano (African) |                                           | Q | Classificado por posição (Qualified) |
| Recorde dos Jogos Pan-Americanos | Recorde pan-americano (Pan-American record)  | Recorde da América    | Recorde da América (Americas)         | q                          | Classificado por melhor tempo (Qualified) |   |                                      |
| Melhor marca do ano              | Melhor marca do ano (World leading)          | Recorde asiático      | Recorde asiático (Asian)              | DNS                        | Não largou (Did not start)                |   |                                      |
| Recorde nacional                 | Recorde nacional (National record)           | Recorde europeu       | Recorde europeu (European)            | DNF                        | Não terminou (Did not finish)             |   |                                      |
| Recorde pessoal                  | Recorde pessoal do atleta (Personal best)    | Recorde da Oceania    | Recorde da Oceania (Oceania)          | DSQ / DQ                   | Desclassificado (Disqualified)            |   |                                      |
| Recorde da temporada             | Recorde da temporada do atleta (Season best) | Recorde sul-americano | Recorde sul-americano (South America) | NM                         | Sem marca (No mark)                       |   |                                      |